# Wzgórza prosecco w Conegliano i Valdobbiadene
Wzgórza prosecco w Conegliano i Valdobbiadene (wł. Le Colline del Prosecco di Conegliano e Valdobbiadene) – obiekt dziedzictwa kulturowego znajdujący się w północno-wschodnich Włoszech, w regionie Wenecja Euganejska (wł. Veneto), w prowincji Treviso, wpisany w 2019 roku na listę światowego dziedzictwa UNESCO.
Obiekt obejmuje część krajobrazu uprawy winorośli i produkcji wina prosecco o łącznej powierzchni ok. 20 tys. ha. Jego cechą charakterystyczną są wydłużone i wąskie wzgórza ze stromymi zboczami (ang. hogbacks), na których położone są niewielkie poletka zwane ciglioni, tworzące charakterystyczne szachownice winnic, a oprócz tego malownicze pola uprawne, lasy i niewielkie wioski.

## Lokalizacja

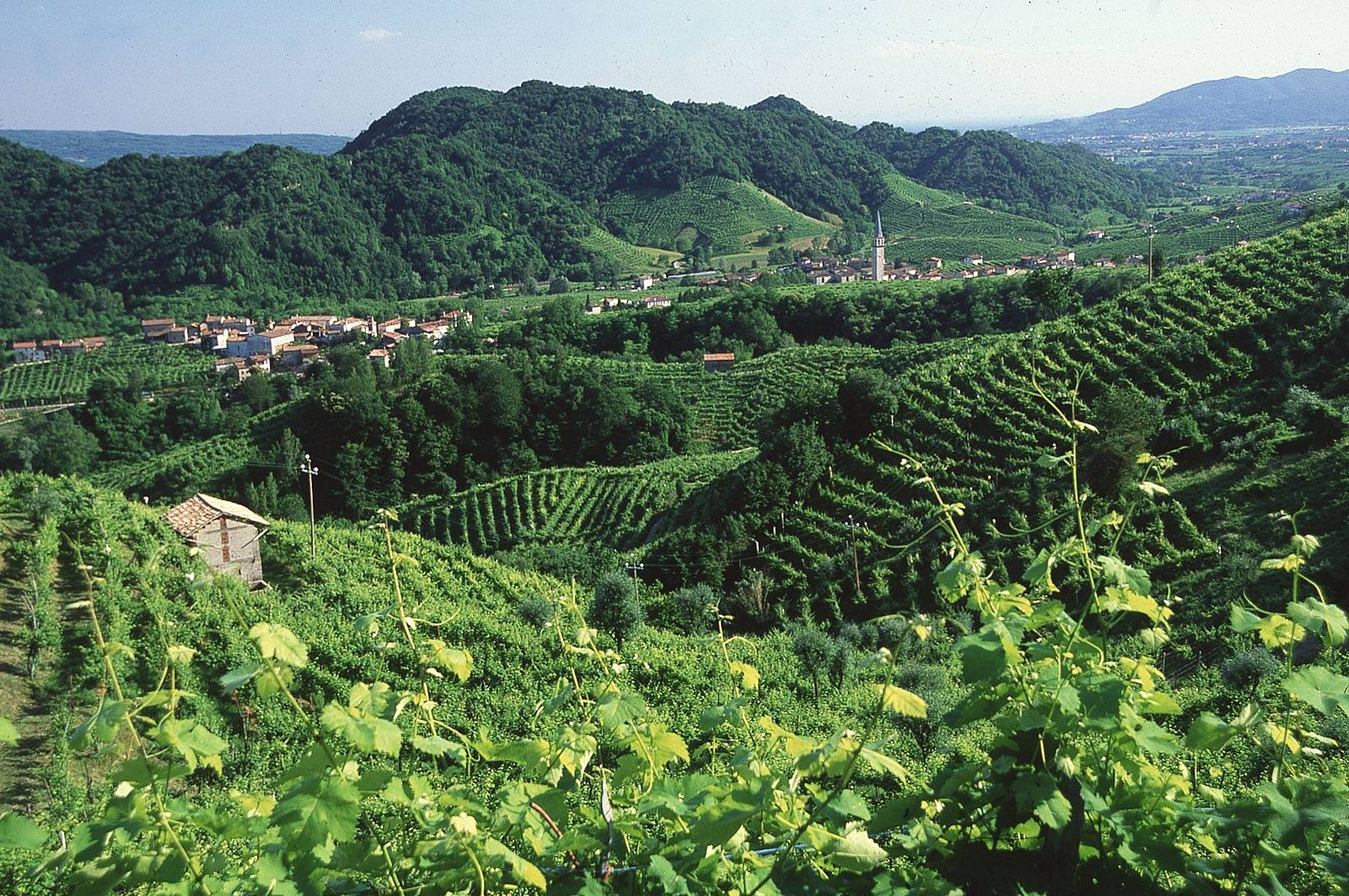
Mozaika winnic i zabudowań (2020)

Wpisane na listę światowego dziedzictwa UNESCO dobro obejmuje obszar o powierzchni 20 334,2 ha, który otacza strefa buforowa mierząca 43 988,2 ha. Jego granice od północy wyznacza dolina znajdująca się między Prealpami Weneckimi a wzgórzami prosecco, od południowego wschodu podnóże tychże wzgórz i Nizina Padańska, zaś od zachodu dolina rzeki Piawy (wł. Piave).
Obiekt położony jest w miejscowościach i gminach Valdobbiadene, Vidor, Miane, Farra di Soligo, Pieve di Soligo, Follina, Cison di Valmarino, Refrontolo, San Pietro di Feletto, Revine Lago, Tarzo i Vittorio Veneto, natomiast strefa buforowa obejmuje oprócz powyższych również gminy i miejscowości Conegliano, Susegana oraz San Vendemiano.

## Charakterystyka

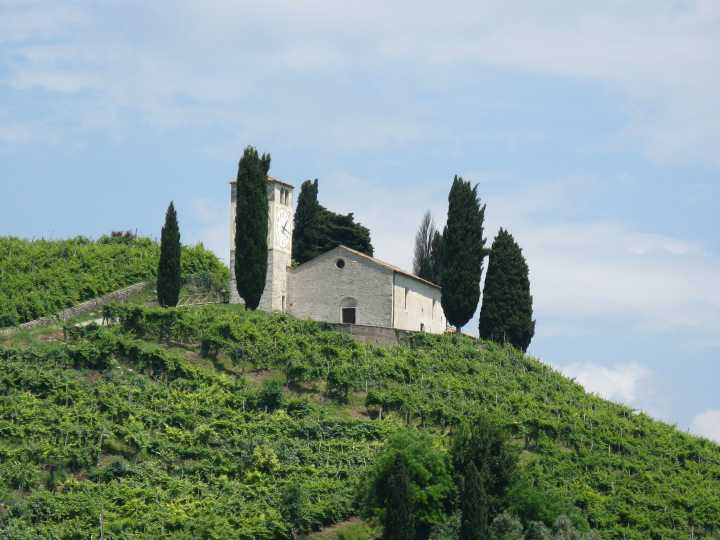
Kościół pośród winnic (2009)

Historia uprawy winorośli w rejonie Conegliano i Valdobbiadene sięga XII wieku. Z tego okresu pochodzą niektóre osady położone w wąskich dolinach bądź na szczytach wzniesień oraz część zachowanych elementów architektonicznych, takich jak zamki, forty, opactwa czy kościoły, które przeplatają się z położonymi na stromych zboczach winnicami oraz z polami uprawnymi, zagajnikami i lasami. Krajobrazy z tych okolic były przedstawiane na obrazach, np. XIV-wiecznych dziełach Cimy da Conegliano.
Charakterystyczną cechą tego terenu jest występowanie wydłużonych wzgórz o stromych zboczach, zwanych w języku angielskim hogbacks. Przez stulecia obszar ten był kształtowany i modelowany przez działalność człowieka, co z czasem umożliwiło uprawę winorośli odmiany Glera, z której produkowane jest najwyższej jakości wino prosecco, oznaczone apelacją DOCG (wł. Denominazione di Origine Controllata e Garantita). Od XVII wieku miejscowi winiarze stosują system niewielkich poletek zwanych ciglioni, które rozciągają się na stokach o nachyleniu sięgającym nawet 45%, tworząc szachownice winnic dzięki rzędom winorośli biegnących równolegle i prostopadle do zbocza góry.

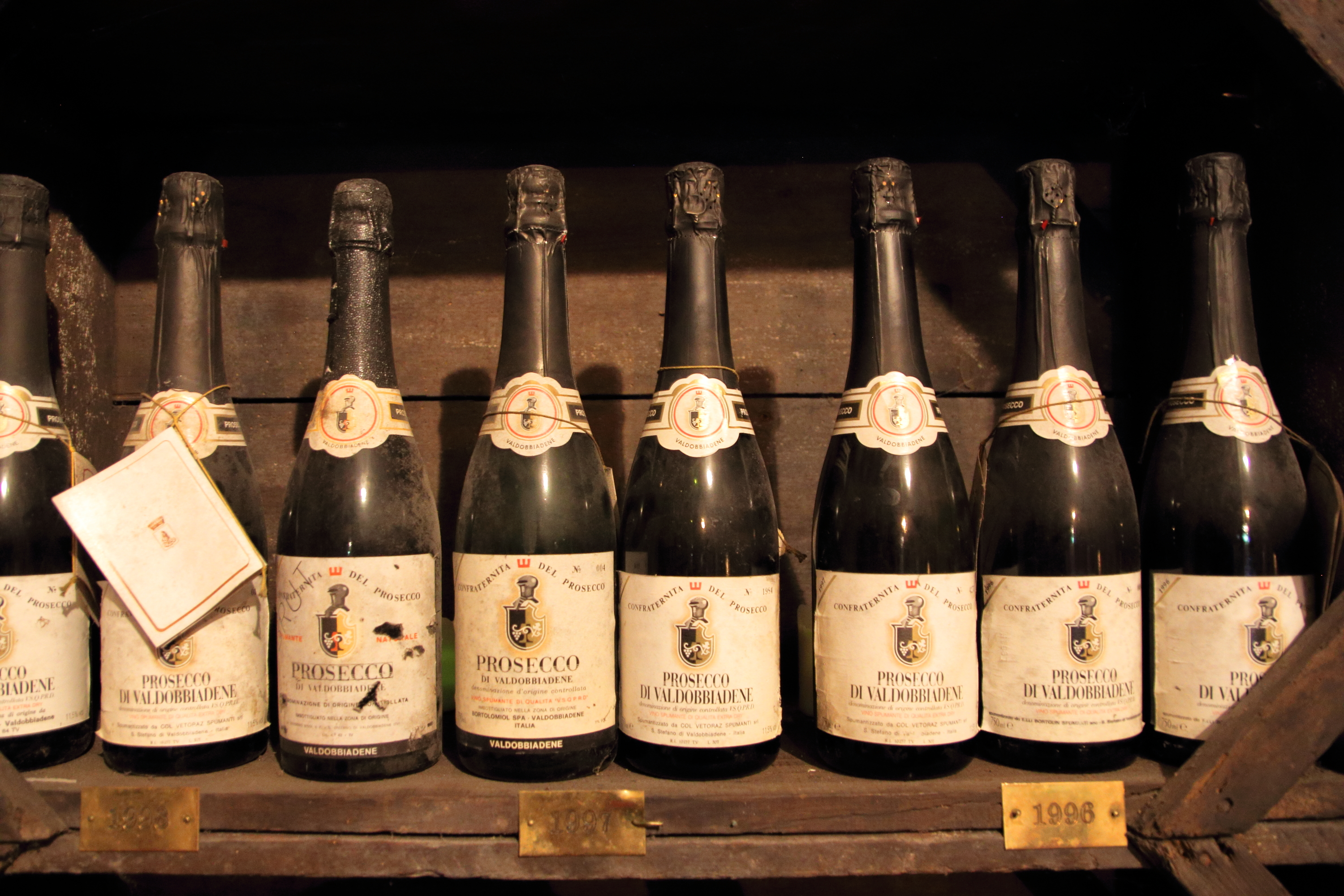
Prosecco di Valdobbiadene z lat 1996–1998

W XIX wieku (ok. 1880 roku) wprowadzono technikę formowania winorośli zwaną bellussera, dzięki czemu jeszcze bardziej zwiększono estetykę lokalnego krajobrazu. Współcześnie podlega on ścisłej ochronie zarówno na poziomie lokalnym, jak i krajowym i cechuje się wysokim poziomem autentyczności. Wciąż stosowane są tradycyjne techniki rolnicze, np. winogrona używane do produkcji prosecco zbierane są ręcznie. Obszar wpisany jest do Krajowego Rejestru Historycznych Krajobrazów Wiejskich (wł. Registro nazionale dei paesaggi rurali storici), część tego terenu należy również do sieci obszarów Natura 2000.